# Wikstroemia furcata
Wikstroemia furcata är en tibastväxtart som först beskrevs av Wilhelm B. Hillebrand och som fick sitt nu gällande namn av Joseph Rock.
Wikstroemia furcata ingår i släktet Wikstroemia och familjen tibastväxter. Inga underarter finns listade i Catalogue of Life.